# راغب (الضالع)
راغب الرحبة هي إحدى قرى الجمهورية اليمنية وهي تتبع جغرافيًا لمحافظة الضالع وإداريًا لمديرية الشعيب يبلغ تعداد سكانها 1000 نسمة حسب الإحصاء الذي جرى عام 2017.
وتتمتع هذه القرية بمنظر خلاب حيث تقع في موقع طبيعي جيد. حافظت القرية على شكلها الاصلي في صراع بين التراث والحداثة.
يكسب سكان قرية راغب عيشهم من الزراعة وتربية المواشي. كما تقوم المرأة بمساعدة الرجل في إدارة الشؤون الاقتصادية لعائلاتهم
تقع قرية راغب جنوب اليمن في محافظة الضالع مديرية الشعيب.

## الْقُرَى المحادية لقرية راغب
تحد قرية راغب الرحبة من الشرق بني مسلم ومن الغرب قرية لوديه ومن الشمال قُرى القزعة وأمُلح أو قرية الصلب ويحدها من الجنوب قرى آل أنعم. قرية محاول وقرية مرحب.